# Ar-Namys
Ar-Namys (en kirguís, Ар-Намыс, que significa Dignidad) es un partido político de Kirguistán. Fue fundado el 9 de julio de 1999 por el ex primer ministro Felix Kulov.

## Historia
El partido entró rápidamente a formar parte de la oposición, pero fue excluido de las elecciones parlamentarias del 2000. Tras la prohibición de participar en las elecciones formó un bloque con el Movimiento Democrático de Kirguistán (MDK). Mientras Kulov estuvo en la cárcel con cargos criminales, los miembros de su partido trabajaron, junto al MDK, para limpiar el nombre de su líder y establecer una coalición opositora.
Ar-Namys es considerado como un partido conservador y prorruso.
En 2001 formó la alianza electoral Congreso del Pueblo de Kirguistán con otros tres partidos de la oposición. Kulov fue elegido su presidente. Sin embargo, en 2004 el partido se unió a la alianza Por Elecciones Justas, como antesala para las elecciones parlamentarias de febrero de 2005.
En las elecciones de 2010 el partido obtuvo 13.78% de los votos, consiguiendo 25 de los 120 escaños que forman el Consejo Supremo. Este resultado situó al partido como la tercera fuerza política del país, hasta la elección de 2015.
En las elecciones de 2015 el partido colapsó al obtener 0.80% de los votos, perdiendo los 25 escaños que habían obtenido en la elección anterior al no superar la barrera electoral de 7%.